# Aseraggodes
Aseraggodes is een geslacht van straalvinnige vissen uit de familie van eigenlijke tongen (Soleidae).

## Soorten
- Aseraggodes albidus Randall & Desoutter-Meniger, 2007
- Aseraggodes auroculus Randall, 2005
- Aseraggodes bahamondei Randall & Meléndez, 1987
- Aseraggodes beauforti Chabanaud, 1930
- Aseraggodes borehami Randall, 1996
- Aseraggodes brevirostris Randall & Gon, 2006
- Aseraggodes chapleaui Randall & Desoutter-Meniger, 2007
- Aseraggodes cheni Randall & Senou, 2007
- Aseraggodes corymbus Randall & Bartsch, 2007
- Aseraggodes crypticus Randall & Allen, 2007
- Aseraggodes cyaneus (Alcock, 1890)
- Aseraggodes cyclurus Randall, 2005
- Aseraggodes diringeri (Quéro, 1997)
- Aseraggodes dubius Weber, 1913
- Aseraggodes filiger Weber, 1913
- Aseraggodes firmisquamis Randall & Bartsch, 2005
- Aseraggodes guttulatus Kaup, 1858
- Aseraggodes haackeanus (Steindachner, 1883)
- Aseraggodes heemstrai Randall & Gon, 2006
- Aseraggodes heraldi Randall & Bartsch, 2005
- Aseraggodes herrei Seale, 1940
- Aseraggodes holcomi Randall, 2002
- Aseraggodes jenny Randall & Gon, 2006
- Aseraggodes kaianus (Günther, 1880)
- Aseraggodes kimurai Randall & Desoutter-Meniger, 2007
- Aseraggodes kobensis (Steindachner, 1896)
- Aseraggodes lateralis Randall, 2005
- Aseraggodes lenisquamis Randall, 2005
- Aseraggodes longipinnis Randall & Desoutter-Meniger, 2007
- Aseraggodes magnoculus Randall, 2005
- Aseraggodes matsuurai Randall & Desoutter-Meniger, 2007
- Aseraggodes melanostictus (Peters, 1877)
- Aseraggodes microlepidotus Weber, 1913
- Aseraggodes nigrocirratus Randall, 2005
- Aseraggodes normani Chabanaud, 1930
- Aseraggodes orientalis Randall & Senou, 2007
- Aseraggodes pelvicus Randall, 2005
- Aseraggodes ramsaii (Ogilby, 1889)
- Aseraggodes satapoomini Randall & Desoutter-Meniger, 2007
- Aseraggodes senoui Randall & Desoutter-Meniger, 2007
- Aseraggodes sinusarabici Chabanaud, 1931
- Aseraggodes steinitzi Joglekar, 1971
- Aseraggodes suzumotoi Randall & Desoutter-Meniger, 2007
- Aseraggodes texturatus Weber, 1913
- Aseraggodes therese Randall, 1996
- Aseraggodes umbratilis (Alcock, 1894)
- Aseraggodes whitakeri Woods, 1966
- Aseraggodes winterbottomi Randall & Desoutter-Meniger, 2007
- Aseraggodes xenicus (Matsubara & Ochiai, 1963)
- Aseraggodes zizette Randall & Desoutter-Meniger, 2007